# Jean Bricmont
Pour les articles homonymes, voir Bricmont.
Jean Bricmont, né le 12 avril 1952 à Uccle, est un physicien et essayiste belge, professeur émérite de physique théorique à l'Université catholique de Louvain et membre depuis 2004 de l'Académie royale de Belgique.
Membre du comité de parrainage scientifique de l'Association française pour l'information scientifique (AFIS), il en a été le président de 2001 à 2006 et en est depuis l'un des deux présidents d'honneur (avec Jean-Claude Pecker).
Il milite d'une part contre les dérives postmodernistes — notamment lors de l'« affaire Sokal » en 1996-1997 — et d'autre part contre les restrictions à la liberté d'expression en France, en demandant, par exemple, l’abrogation de la loi Gayssot.
Le politologue Pierre-André Taguieff et les rédacteurs de Conspiracy Watch, Valérie Igounet et Rudy Reichstadt présentent Jean Bricmont comme un conspirationniste antisioniste. L'écrivain Bernard-Henri Lévy l’accuse de négationnisme. Jean Bricmont, pour sa part, qualifie cette accusation de « diffamation » et dément notamment avoir « jamais nié l’existence des chambres à gaz ».

## Parcours scientifique et universitaire
Jean Bricmont obtient en 1977 le titre de docteur en sciences de l'université de Louvain pour sa thèse intitulée Les inégalités de corrélation et leurs applications aux systèmes de spins classiques sous la direction de Jean-Pierre Antoine. En 1981, il devient professeur de physique théorique à l’université catholique de Louvain et travaille également comme professeur à temps partiel à l'université libre de Bruxelles de 1981 à 1984. De 1986 à 1987, il est professeur invité à l’université Rutgers, puis enseigne à l’université de Princeton. 
En 2002, il est invité comme conférencier au Congrès international des mathématiciens de Pékin (2002 : Ergodicity and mixing of stochastic partial differential equations). De 2007 à 2008, il est professeur invité à l'université Paris-Dauphine. En septembre 2010, il préside le comité scientifique d'un colloque intitulé « L’esprit d’aventure et le principe de précaution en sciences et en arts » à l'Académie royale de Belgique.
Il est actuellement Professeur émérite de l'université catholique de Louvain et membre de l'Académie royale de Belgique depuis 2004,.
Son activité de recherche concerne les méthodes de groupe de renormalisation et les équations différentielles non linéaires,[réf. non conforme]. Cette activité lui a valu deux distinctions : le prix Jacques-Deruyts (1996) de l'Académie royale de Belgique, et le prix A.-De Leeuw-Damry-Bourlart (prix quinquennal du FNRS) 2005 de sciences exactes fondamentales du Fonds de la recherche scientifique.

### Interprétation de la physique quantique
Opposé, en physique quantique, à l'interprétation de Copenhague, Jean Bricmont est l'un des principaux défenseurs de la théorie de De Broglie-Bohm,. Il la résume par cette formule :
« Comment la théorie de Bohm échappe-t-elle aux différents théorèmes d'impossibilité ? C'est d'une simplicité déroutante : les "variables cachées" ici sont simplement les positions des particules. C'est une théorie de la matière en mouvement. Jamais aucun argument n'a été avancé pour montrer que l'introduction de ces variables-là était impossible. »

## Engagement public et controverses

### Défense de la rationalité scientifique
À la suite de l'affaire Sokal, Jean Bricmont co-écrit avec Alan Sokal, en 1997, Impostures intellectuelles. C’est la critique, « acerbe et pleine d'esprit » selon Michael K.-H. Kiessling, livrée dans cet ouvrage de la « non-science » postmoderne qui le fait connaître du grand public. Selon Jean-Paul Krivine, il y « démontre sans que le doute puisse subsister que des intellectuels célèbres tels que Lacan, Kristeva, Baudrillard et Deleuze ont, de façon répétée, utilisé abusivement des termes et des concepts provenant des sciences physiques et des mathématiques ». Réhabilitant la méthode rationnelle d’analyse, Sokal et Bricmont dénoncent l’idée selon laquelle « les affirmations de faits, qu’il s’agisse des mythes traditionnels ou des théories scientifiques modernes, ne peuvent être considérées comme vraies ou fausses que “par rapport à une certaine culture”,[réf. non conforme] ».
Membre du comité de parrainage scientifique de l'Association française pour l'information scientifique (AFIS), il en a été le président de 2001 à 2006.
Il soutient la démarche de scepticisme scientifique menée par le mouvement zététique. Toutefois, il décline l'offre de collaboration du Cercle zététique, faisant valoir que son approche de la physique est plus théorique et se situe « à la frontière entre physique et mathématiques ».
Dans un article intitulé Qu'est-ce que le matérialisme scientifique ?, il qualifie sa position de « monisme méthodologique ». Cette attitude consiste pour lui à « comprendre et défendre l'approche scientifique de la réalité à tous les niveaux, qu'il s'agisse des étoiles, des animaux ou des Hommes [au-dessous et au-dessus du cou] et de leurs sociétés ».

### Défense de la liberté d'expression
En avril 2001, Jean Bricmont publie dans Le Monde diplomatique un article consacré à la défense de Noam Chomsky contre ceux qui l'avaient fustigé pour un soutien supposé au négationniste Robert Faurisson.
En 2007, il codirige le Cahier de l'Herne consacré au parcours et à l’œuvre de Noam Chomsky.
En octobre 2009, le tribunal correctionnel de Paris condamne l'humoriste Dieudonné à 10 000 € d’amende pour injure à caractère racial. Le 26 décembre 2008, au cours d'un spectacle donné au Zénith de Paris, il avait fait remettre par un autre comédien arborant une étoile jaune un « prix de l’infréquentabilité » à Robert Faurisson, condamné pour négation de la Shoah à de multiples reprises par la justice française,. Dans un droit de réponse à l’AFPS, Jean Bricmont fustige le fait qu'« on [requière] un an de prison (avec sursis) contre Dieudonné pour un sketch » et fait valoir que « dans une société réellement démocratique, il y aura nécessairement une telle multiplicité d’opinions qu’il est impossible de les approuver toutes-mais [qu']on peut néanmoins considérer que l’expression de toutes ces idées, aussi folles et mutuellement contradictoires qu’elles soient, doit être légale ».
En 2010, dans un article intitulé L'écrivain Yann Moix, la pétition et les négationnistes, les journalistes Olivier Faye, Abel Mestre et Caroline Monnot relèvent qu'il est « l’un des plus actifs pour faire diffuser » la pétition défendant l’abrogation de la loi Gayssot, lancée par Paul-Éric Blanrue et soutenue par Noam Chomsky. Il milite également pour la libération du négationniste Vincent Reynouard.
En 2014, il publie La République des Censeurs, ouvrage salué par Normand Baillargeon dans la revue québécoise À bâbord ! comme « un ouvrage remarquable, percutant, mais aussi controversé, sur un sujet extrêmement brûlant en France : la judiciarisation de l’opinion et les troublantes atteintes à la liberté d’expression qu’elle rend possibles ». Étienne Chouard qualifie l'ouvrage de « passionnant et important », et décrit son auteur comme quelqu'un de « dévoué au bien commun, honnête et courageux ; un libre penseur rigoureux et attachant ». En revanche, dans un article pour le journal Marianne, Aude Lancelin présente La République des Censeurs, comme un « livre extraordinairement violent sous ses airs patelins ». Elle reproche à Jean Bricmont « son rationalisme obtus » et l’accuse d’être un « disciple de la pensée sèche de Bertrand Russell », qui, selon elle, serait « attaché à pourrir le débat français ». Elle affirme en outre qu'il « entend assumer désormais [le leadership] dans la défense de toute la quincaillerie extrémiste, antisémite et négationniste qui prospère à nouveau dans notre pays à la faveur des moyens de propagande démultipliés du Web, du vide politique, de l'oubli aussi ».

### Accusations de proximité avec les thèses et milieux antisémites ou antisionistes
À la suite de l'ordonnance Dieudonné du Conseil d'État du 9 janvier 2014 qui interdit un spectacle de Dieudonné, il relève que Bernard Stirn, magistrat du Conseil d’État ayant rédigé l’ordonnance, est « d’origine juive » et s'interroge : « Est-ce que l’apparence de neutralité est préservée dans ce cas-là ? »
Dans son ouvrage Une France antijuive ?, paru en 2015, Pierre-André Taguieff désigne Jean Bricmont promoteur emblématique d'une stratégie discursive qui consiste à dissimuler une réelle haine des Juifs sous l'autodésignation plus acceptable d'antisionisme. Le politologue soutient que la mise en avant par Bricmont et d'autres antisionistes auto-proclamés d'une exigence de liberté d'expression totale en réponse aux accusations d'antisémitisme est un artifice rhétorique : Bricmont prétend dénoncer une censure là où le pluralisme est encadré par la loi. Moins racialiste que la tradition antijuive dont il s'inspire, l'idéologie conspirationniste du faux Les Protocoles des Sages de Sion, le discours porté par Bricmont masque, selon Taguieff, une entreprise de diabolisation et de criminalisation d'Israël et un appel à la destruction de l'État juif,,.
En 2017, réagissant aux accusations de négationnisme proférées à son encontre par Bernard-Henri Lévy dans un article sur son bloc-note intitulé Misère et déshonneur du Monde diplomatique, Jean Bricmont qualifie ces propos de « diffamation » et déclare : « le terme « négationniste » désigne les gens qui, comme Faurisson, nient l’existence des chambres à gaz pendant la Seconde Guerre mondiale. Rien de ce que j’ai écrit n’a jamais nié l’existence des chambres à gaz. En vertu de la « loi Gayssot », nier leur existence est un délit. Accuser sans preuve quelqu’un d’un délit est de la diffamation, ce qui n’est pas couvert par la liberté d’expression et peut donner lieu à des poursuites judiciaires. »[réf. souhaitée]
L'historienne Valérie Igounet estime que ses propos consécutifs à la mort de Robert Faurisson, « relayés notamment sur des sites conspirationnistes, entendent mettre en avant, sans pour autant convaincre, son antisionisme », et qu'il a préfacé un ouvrage de Gilad Atzmon, qui a rendu hommage à Robert Faurisson.

### Accusations de conspirationnisme
En 2011, le mensuel CQFD publie un dossier sur le conspirationnisme dans lequel il qualifie de « respectables » les écrits de Jean Bricmont, ce qui fait réagir la rédaction de Conspiracy Watch. Elle relève que, si Jean Bricmont « ne reconnaît aucun crédit à la théorie du complot sur les attentats du 11 septembre 2001 », il « s’est spécialisé au cours des dernières années dans la dénonciation de « l’extraordinaire influence sur notre vie politique des réseaux pro-israéliens », qu’il va jusqu’à qualifier de « problème fondamental de nos sociétés ». » La rédaction de Conspiracy Watch considère qu'il s'agit d'« une obsession qui le conduit à se vautrer dans le conspirationnisme le plus vulgaire » et soutient qu'il a également « noué des liens d’amitié forts avec la nébuleuse « rouge-verte-brune », où l’on retrouve des personnages comme Paul-Éric Blanrue, auteur d’un Sarkozy, Israël et les juifs dont Bricmont recommande chaudement la lecture ».
Rudy Reichstadt précise également que Jean Bricmont a participé en 2005 à la conférence anti-impérialiste Axis for Peace organisée par Thierry Meyssan du Réseau Voltaire « dont la liste des participants se lit comme un who’s who des auteurs conspirationnistes les plus en vue de l’époque ».

### Politique française
Selon StreetPress, Jean Bricmont est un « fervent soutien » de François Asselineau.
Entre les deux tours de l'élection présidentielle française de 2017, une interview de Jean Bricmont sur RT, sur laquelle il est, selon le quotidien français Libération, un « éditorialiste récurrent », est vue plus de 500 000 fois sur Facebook, ce qui en fait le 2e contenu le plus viral de la chaîne sur cette période. La vidéo est surmontée du titre « Avec Macron, Hollande mériterait “le prix Nobel de manipulation politique” » ; Jean Bricmont déclare notamment, à propos d'Emmanuel Macron, qu'« il est un pur produit des médias » et que « la France ne mérite pas ça ». Il prédit également qu'« il va avoir du mal à gouverner » et, à propos de Marine Le Pen, il affirme que, bien qu'il comprenne qu’on puisse ne pas l’aimer, « le fascisme n’est pas un argument » contre elle.

## Publications
- Avec Alan Sokal, Impostures intellectuelles [détail des éditions], 1997.
- Avec Régis Debray, À l'ombre des lumières : Débat entre un philosophe et un scientifique, éditions Odile Jacob, coll. « Sciences », 2003.
- Impérialisme humanitaire. Droits de l’homme, droit d’ingérence, droit du plus fort ?, éditions Aden, 2005, 2009 (2e édition).
- Avec Julie Franck, Chomsky, les cahiers de l'Herne, 2007.
- Avec Hervé Zwirn, Philosophie de la mécanique quantique, Vuibert, 2009.
- (en) Chance in Physics: Foundations and Perspectives, Springer, 2009.
- (en) Looking for a quantum ontology, Springer, 2010.
- Avec Noam Chomsky, Raison contre pouvoir. Le pari de Pascal, L'Herne, Carnets, 2010.
- La République des censeurs, L'Herne, 2014.
  - Réédité sous le titre Les censeurs contre la République, éditions Jeanne, 2020. Avec une préface d'Étienne Chouard.
- Noam Chomsky, activiste, Aux Forges de Vulcain, 2014.
- (en) Making Sense of Quantum Mechanics, Springer, 2016.
- (en) Quantum Sense and Nonsense, Springer, 2017.
- Comprendre la physique quantique, Odile Jacob, 2020.

### Contributions à des ouvrages collectifs
- Collectif, Matériaux philosophiques et scientifiques pour un matérialisme contemporain, t. 2, Paris, Éditions Syllepse, coll. « Éditions Matériologiques », 2013, 1 534 (ISBN 978-2-919694-25-9 et 9782919694266, lire en ligne).
- Collectif, Intrusions spiritualistes et impostures intellectuelles en sciences, Paris, Éditions Syllepse, coll. « Éditions Matériologiques », 2001, 399 p. (ISBN 978-2-913165-67-0, lire en ligne).
- Avec Diana Johnstone, « Les deux faces de la politique américaine » in : L'Empire en guerre, éditions le Temps des Cerises, Paris, 2001.
- « L'espoir change-t-il de camp ? » in Mourir pour McDo en Irak, éditions Aden, Bruxelles, 2004.
- Du bon usage de la laïcité, sous la direction de Marc Jacquemain et Nadine Rosa-Rosso, 240 p., éditions Aden.
- « Déterminisme, chaos et mécaniques quantiques », in Les Matérialismes (et leurs détracteurs), éditions Syllepse, coll. « Matériologiques », 786 p., 2004.